# Municipio Pocoata
Das Municipio Pocoata ist ein Verwaltungsbezirk im Departamento Potosí im südamerikanischen Anden-Staat Bolivien.

## Lage im Nahraum
Das Municipio Pocoata ist eines von fünf Municipios in der Provinz Chayanta. Es grenzt im Norden an die Provinz Charcas, im Westen an die Provinz Rafael Bustillo, im Südwesten an das Departamento Oruro und im Süden und Osten an das Municipio Colquechaca. Es erstreckt sich über etwa 60 Kilometer in nord-südlicher und über 50 Kilometer in ost-westlicher Richtung.

## Geographie
Das Municipio Pocoata liegt am Übergang des Hochlandes von Oruro in das Gebirge von Potosí. Die Vegetation ist die der Puna, das Klima ein typisches Tageszeitenklima, bei dem die täglichen Temperaturschwankungen größer sind als die monatlichen Schwankungen.
Die mittlere Jahresdurchschnittstemperatur liegt bei 12 °C, die Monatsdurchschnittswerte schwanken zwischen knapp 9 °C im Juli und knapp 15 °C im November (siehe Klimadiagramm Pocoata). Der Jahresniederschlag beträgt etwa 450 mm und fällt vor allem in den Sommermonaten, die aride Zeit mit Monatswerten von maximal 20 mm dauert von April bis Oktober.

## Bevölkerung
Die Einwohnerzahl des Municipios Pocoata ist zwischen 1992 und 2024 auf fast das Doppelte angestiegen:
| Jahr | Einwohner | Quelle       |
| ---- | --------- | ------------ |
| 1992 | 16.993    | Volkszählung |
| 2001 | 20.116    | Volkszählung |
| 2012 | 25.648    | Volkszählung |
| 2024 | 32.307    | Volkszählung |

Die Bevölkerungsdichte des Municipios betrug 29,1 Einwohner/km² bei der Volkszählung von 2024, der Anteil der städtischen Bevölkerung ist 0 Prozent. Der Anteil der unter 15-Jährigen an der Bevölkerung im Jahr 2001 betrug 41,2 Prozent.
Der Alphabetisierungsgrad bei den über 19-Jährigen beträgt 55 Prozent, und zwar 74 Prozent bei Männern und 38 Prozent bei Frauen. Wichtigste Sprache mit einem Anteil von 81 Prozent ist Quechua. 85 Prozent der Bevölkerung sind katholisch, 8 Prozent evangelisch. (1992)
Die Lebenserwartung der Neugeborenen liegt bei 51 Jahren. 99,8 Prozent der Bevölkerung haben keinen Zugang zu Elektrizität, 98 Prozent leben ohne sanitäre Einrichtung. (2001)

## Politik
Ergebnis der Regionalwahlen (concejales del municipio) vom 4. April 2010:
| Wahl- berechtigte |  | Wahl- beteiligung | gültige Stimmen |  | MAS-IPSP | M.O.P. | UCS    | AS    |
| ----------------- |  | ----------------- | --------------- |  | -------- | ------ | ------ | ----- |
| 9.312             |  | 7.819             | 5.663           |  | 3.517    | 1.167  | 647    | 332   |
|                   |  | 84,0 %            | 72,4 %          |  | 62,1 %   | 20,6 % | 11,4 % | 5,9 % |

Ergebnis der Regionalwahlen (elecciones de autoridades políticas) vom 7. März 2021:
| Wahl- berechtigte |  | Wahl- beteiligung | gültige Stimmen |  | MAS-IPSP | AS      | M.O.P. | PAN-BOL |
| ----------------- |  | ----------------- | --------------- |  | -------- | ------- | ------ | ------- |
| 11.430            |  | 9.719             | 8.150           |  | 5.854    | 1.366   | 396    | 222     |
|                   |  | 85,03 %           | 83,86 %         |  | 71,83 %  | 16,76 % | 4,86 % | 2,72 %  |

## Gliederung
Das Municipio unterteilt sich in die folgenden neun Kantone (cantones):
- 05-0403-01 Kanton Pocoata – 73 Ortschaften – 11.392 Einwohner (2012)
- 05-0403-02 Kanton Campaya – 70 Ortschaften – 9.198 Einwohner
- 05-0403-03 Kanton Cenajo – 2 Ortschaften – 111 Einwohner
- 05-0403-04 Kanton Tacarani – 8 Ortschaften – 590 Einwohner
- 05-0403-05 Kanton Chayala – 2 Ortschaften – 206 Einwohner
- 05-0403-06 Kanton Quesem Phuco – 13 Ortschaften – 1.683 Einwohner
- 05-0403-07 Kanton San Juan de Arrospata – 1 Ortschaften – 108 Einwohner
- 05-0403-08 Kanton Tomuyo – 10 Ortschaften – 746 Einwohner
- 05-0403-09 Kanton San Miguel de Kari – 20 Ortschaften – 1.614 Einwohner

## Ortschaften im Municipio Pocoata
- Kanton Pocoata
  - Pocoata 1585 Einw. – Villa Alcarapi 1098 Einw. – Colca Pampa 363 Einw. – Turberia 216 Einw. – Totora 118 Einw. – Chacafuco 76 Einw.

- Kanton Campaya
  - Huancarani 752 Einw. – Jaraña 495 Einw. – Vila Vila 494 Einw. – Choco 459 Einw. – Utavi 204 Einw. – Campaya 183 Einw. – Chiaraque 126 Einw.

- Kanton Cenajo
  - Tuscufaya 74 Einw. – Cenajo 45 Einw.

- Kanton Tacarani
  - Patacochi 122 Einw. – Collpakasa 120 Einw.

- Kanton Chayala
  - Tanana 108 Einw. – Chulloca 98 Einw.

- Kanton Quesem Phuco
  - Quesimpuco 434 Einw. – Chijmo 204 Einw.

- Kanton San Juan de Arrospata
  - San Juan de Arros Pata 108 Einw.

- Kanton Tomuyo
  - Tejori 203 Einw. – Tomoyo 150 Einw.

- Kanton San Miguel de Kari
  - San Miguel de Khari 869 Einw.